# Rzęśnica (przystanek kolejowy)
Rzęśnica – przystanek kolejowy w Rzęśnicy, w Polsce, w województwie zachodniopomorskim, w powiecie drawskim, w gminie Złocieniec.

## Ruch pasażerski
| Rok  | Wymiana pasażerska na dobę |
| ---- | -------------------------- |
| 2017 | 10-19                      |
| 2022 | 0-9                        |

## Połączenia
- Drawsko Pomorskie
- Runowo Pomorskie
- Stargard
- Szczecin
- Szczecinek